# Willibrord Benzler
Willibrord Benzler (původním jménem Carl Heinrich Eugen Johann Benzler) (16. října 1853 Hemer – 16. dubna 1921 Baden-Baden) byl mezi léty 1901 a 1919 biskupem diecéze métské.

## Život
Benzler byl společně s bratrem Maximilianem Wilhelmem Heinrichem a sestrami Julianou Sophií Theresou Josephou a Paulinou Clementinou Philippinou Bernhardinou potomkem německého zemědělce Leonarda Carla Friedricha Benzlera a jeho ženy Clementiny. Nejprve navštěvoval gymnázium v Attendornu a poté mezi léty 1867 a 1871 v Münsteru. Po gymnaziálním studiu začal studovat architekturu v Kolíně nad Rýnem. Toto studium však nedokončil a započal se studium filozofii a katolickou teologii na univerzitě v Innsbrucku, kde byl členem studentského sdružení Akademia (dnes KStV Rhenania), kterému zůstal věrný až do své smrti. V roce 1872 se dostal na jezuitský teologický konvikt Canisianum v Innsbrucku, však v roce 1874 byl vyhozen. Místo toho byl však přijat do Benediktinského arciopatství v Beuronu, kde byl 28. srpna 1877 vysvěcen na kněze.
Po krátkém pobytu v Emauzském klášteře v Praze a v Sekavském kláštere se stal 15. října 1893 první opatem znovu otevřeného kláštera Maria Laach. Přestože byl Benzler zamýšlen pro biskupskou stolici v Kolíně či ve Fuldě, byl 21. září 1901 nečekaně jmenován biskupem diecéze métské. Oficiálně se ujal biskupského úřadu 28. října 1901. Benzler pořádal jako poslední biskup před první světovou válkou německý katolický den, který se konal mezi 17. a 21. srpnem 1913 v Metách. Byl členem Rytířského řádu Božího hrobu jeruzalémského.
Po první světové válce, kdy se v Metzu začalo opět hovořit francouzsky, stal se biskup s německým původem problematickým, proto Benzler odstoupil ze svého úřadu v lednu 1919, aby předešel neshodám v biskupství. Oficiálně bylo odstoupení z biskupského úřadu provedeno 10. července 1919. 31. července 1919 se stal titulárním biskupem diecéze Attalea v Pamfýlii. Vrátil se zpět do kláštera Maria Laach a pozdě do benediktinského arciopatství v Beuronu. Kvůli jeho zdravotním problémům se srdcem byl donucen se přemístit do cisterciáckého kláštera v Lichtenthalu, kde měl k dispozici lepší zdravotnická péče. 16. dubna 1921 zemřel v tamějším klášteře. Pohřben je v Beuronu.
V německém městě Hemeru, v místní části Niederhemer, kde se Willibrord Benzler narodil, je po něj pojmenována jedna ulice.